# Ōya Shinzō

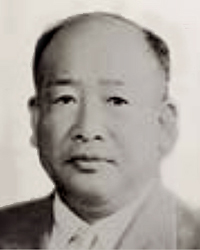
Ōya Shinzō

Ōya Shinzō (japanisch 大屋 晋三; geboren am 5. Juli 1894 in Meiwa, Präfektur Gunma; gestorben am 9. März 1980) war ein japanischer Unternehmer und Politiker.

## Leben und Wirken
Ōya Shinzō machte 1918 seinen Studienabschluss an der „Tōkyō kōtō shōgyō gakkō“ (東京高等商業学校), der Vorläufereinrichtung der Hitotsubashi-Universität. Danach trat er in die Handelsfirma Suzuki Shōten (鈴木商店) ein. 1925 wurde er zur Textilfirma „Teikoku Jinzō Kenshi Co“ (帝国人造絹糸会社), der späteren Firma Teijin Ltd (帝人), versetzt, deren Präsident er 1931 wurde.
Ōya kandidierte bei den ersten Nachkriegswahlen 1947 erfolgreich für die Liberale Partei für das Oberhaus und übernahm verschiedene Kabinettsposten. So war er im Kabinett Yoshida II Minister für Handel und Industrie und ab Dezember 1948 kommissarisch Finanzminister. Im Kabinett Yoshida III übernahm er das Verkehrsministerium. 1956 kehrte er zu Teijin zurück und konnte die in Schwierigkeiten geratene Firma mit der Entwicklung der Kunstfaser „Tetoron“ wieder zum Erfolg führen.
Ōya engagierte auch sich gesellschaftspolitisch und war der erste Vorsitzende der 1969 gegründeten Japanisch-Belgischen Gesellschaft (日本・ベルギー協会).